# Cal Riart
Cal Riart és una casa de Solsona protegida com a Bé Cultural d'Interès Local.

## Descripció
Originàriament aquesta casa fou construïda al segle xviii i es reconstruí al segle xix. L'edifici es compon de soterrani, planta baixa i tres plantes. La façana és arrebossada amb els baixos pintats, dues files de balcons de ferro forjat i un tercer pis amb grans obertures rectangulars descobertes.